# Gutta
Albums de Ace Hood
Ruthless
(2009)
Singles
1. Cash Flow
Sortie : 1er mai 2008
2. Ride
Sortie : 14 juillet 2008

Gutta est le premier album studio d'Ace Hood, sorti le 18 novembre 2008.
De nombreux invités tels que Rick Ross, Plies, Trick Daddy, Akon, T-Pain et Trey Songz apparaissent sur l'opus.
L'album s'est classé 5e au Top R&B/Hip-Hop Albums et 36e au Billboard 200.

## Liste des titres
| No  | Titre                                                           | Contient un (des) sample(s) de             | Durée |
| --- | --------------------------------------------------------------- | ------------------------------------------ | ----- |
| 1.  | I Don't Give a Fuck                                             |                                            | 2:54  |
| 2.  | Can't Stop (featuring Akon)                                     |                                            | 3:43  |
| 3.  | Get 'Em Up                                                      |                                            | 3:44  |
| 4.  | Gutta (featuring Trick Daddy)                                   | Turn the Beat Around de Vicki Sue Robinson | 4:00  |
| 5.  | Guns High (featuring Rock City)                                 |                                            | 4:11  |
| 6.  | Cash Flow (featuring T-Pain et Rick Ross)                       |                                            | 4:22  |
| 7.  | Ride (featuring Trey Songz)                                     |                                            | 4:24  |
| 8.  | Fed Bound                                                       |                                            | 4:17  |
| 9.  | Stressin' (featuring Plies)                                     |                                            | 5:07  |
| 10. | Money Ova Here                                                  |                                            | 2:57  |
| 11. | Can't See Y'all (featuring Brisco)                              |                                            | 3:44  |
| 12. | Get Him                                                         |                                            | 4:07  |
| 13. | Call Me (featuring Lloyd)                                       |                                            | 3:14  |
| 14. | Ghetto (featuring Dre)                                          |                                            | 4:45  |
| 15. | Top of the World                                                |                                            | 3:31  |
| 16. | Ride (Remix) (featuring Trey Songz, Rick Ross et Juelz Santana) | I Know de Jay-Z featuring Pharrell         | 3:57  |